# The Bangles
The Bangles (Бэнглз, американское произношение: [ˈbæŋɡəlz]) — американская рок-группа, которая первоначально исполняла консервативный рок в стиле 1960-х, но к середине 1980-х радикально поменяла образ и звучание, чтобы покорить поп-чарты с синглом «Walk Like an Egyptian». В 1988 г. вернулись на вершину Billboard Hot 100 c балладой «Eternal Flame», которую впоследствии не раз записывали и другие группы. На следующий год сёстры Питерсон, отвечавшие за музыкальное направление группы, рассорились с вокалисткой Сюзанной Хоффс и распустили команду до 1999 года, когда было заявлено об их воссоединении.

## Состав группы
Нынешний состав
- Сюзанна Хоффс — вокал, гитара (1981—1989, с 1999)
- Вики Питерсон — вокал, гитара (1981—1989, с 1999)
- Дебби Питерсон — вокал, ударные (1981—1989, с 1999)
- Аннетт Зилинскас — вокал, бас-гитара (1982—1983, с 2018)

Бывшие участники
- Мишель Стил — вокал, бас-гитара, гитара (1983—1989, 1999—2005)
- Эбби Трэвис — бас-гитара (2005—2008)

Временная шкала

## Дискография
Студийные альбомы
- Bangles (1982) (мини-альбом)
- All Over the Place (1984)
- Different Light (1986)
- Everything (1988)
- Doll Revolution (2003)
- Sweetheart of the Sun (2011)

## Факты
- В качестве закрывающей темы в аниме JoJo’s Bizarre Adventure: Stardust Crusaders используется музыка — Walk Like an Egyptian 1986 года.